# アフワール

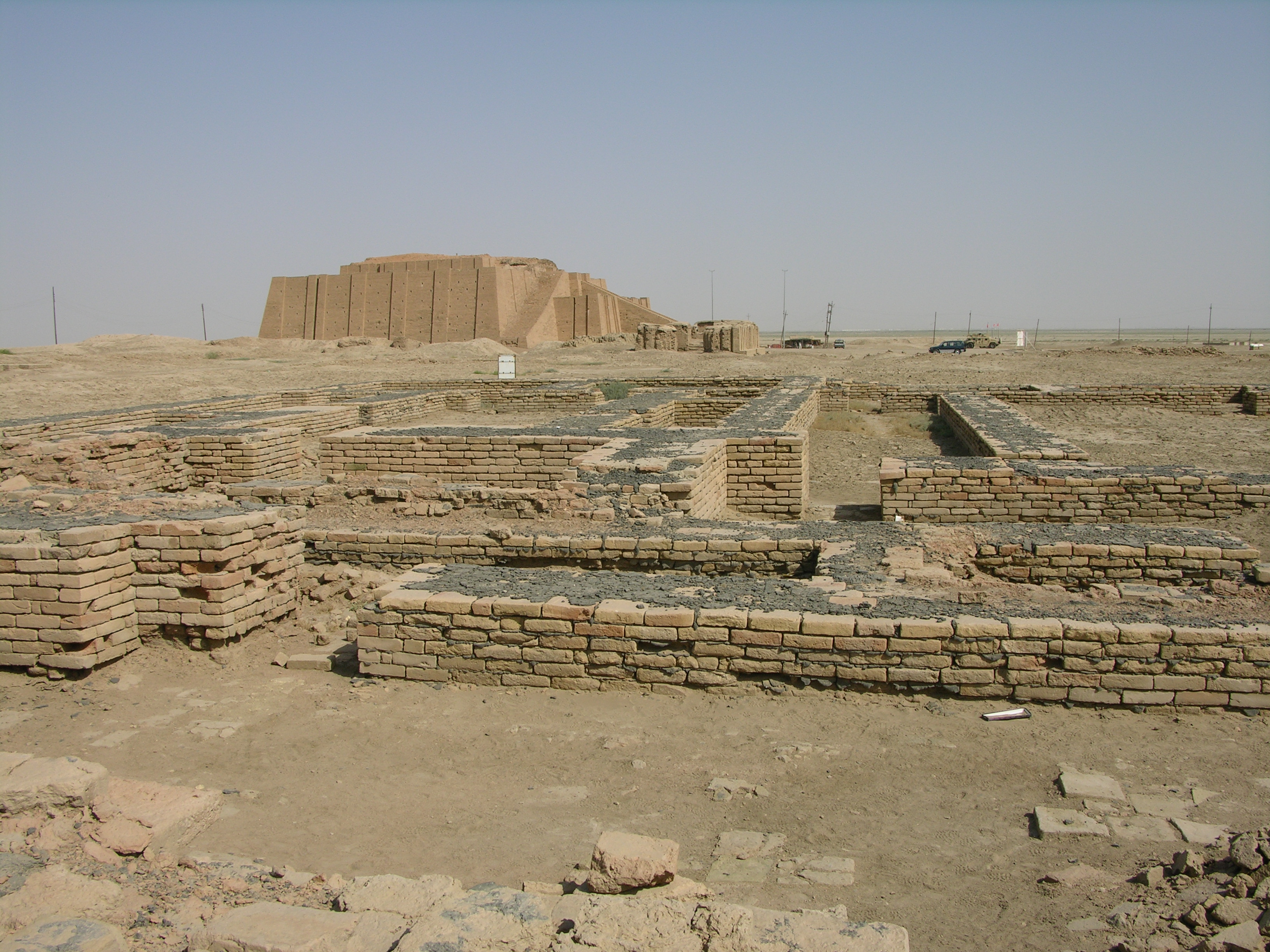
ウルの遺跡

アフワール（اَلْأَهْوَار, al-Ahwār, アル＝アフワール）はイラク南部からイラン南西部にかけて広がる湿地帯。
古代メソポタミアのシュメール文明が栄えた地であったことからイラク南部の同地域では複数の考古遺跡が見つかっている。2016年には国連教育科学文化機関（UNESCO、ユネスコ）によって3つの遺跡と4つの湿地帯を含む同エリアが世界遺産に登録された。

## 名称
湿原、湿地帯を意味する名詞 هَوْر（hawrもしくはhaur, ハウル、口語発音：hōr, ホール）の複数形 أَهْوَار（ʾahwār, アフワール）に定冠詞 اَلْ（ʾal-, アル＝）を接頭させた اَلْأَهْوَار（al-ʾahwār, アル＝アフワール）が由来。
そのため英語記事では直訳である「the Marshes」が使われることもある。

## 概要
2016年に、「イラク南部の湿原地域 : 生物多様性の保護地とメソポタミア都市群の残存する景観」として、ユネスコの世界複合遺産に指定された。アドベで造られたウルク、ウル、エリドゥの3つの古代都市遺跡があるが、これらはシュメール人の痕跡だと考えられている。4つの湿地帯は世界的にも規模が大きく、「イラク湖沼地帯」とも呼ばれるという。アフワールのように、乾燥していてかつ高温である地域に形成された湿地帯は、世界でも他に例がなく、そういった意味でも極めて貴重なものとなっている。
4つの湿地帯とは高温乾燥気候のユーフラテス川とティグリス川下流域一帯の内陸デルタに位置する中央湿原、東ハンマール湿原、西ハンマール湿原、ならびにイランとの国境にあるハウィーゼ湿原である。
湿地はカモ、渉禽類などの多くの渡り鳥の休憩地、採餌場または越冬地であり、ペルシャ湾からの回遊魚やエビも見られる。
ヨシが多く生える湿地にはバスラオオヨシキリ、カラフトワシ、ウスユキガモ、イラクヤブチメドリ、カイツブリ、ムナグロシャコ、ズキンガラス、アフリカヘビウ、アフリカクロトキ、オニアオサギなどの鳥類、メソポタミアハナスッポン、イランハリユビヤモリなどの爬虫類およびビロードカワウソ、アカオニネズミ、メソポタミアアレチネズミ、ユーフラテスイツユビトビネズミなどの哺乳類が生息している。
水域にはMesopotamichthys sharpeyiという魚類も見られるが、現在は外来種のジルティラピアが優占種となっている。

## 住民

### 湿原のアラブ人「マアダーン」

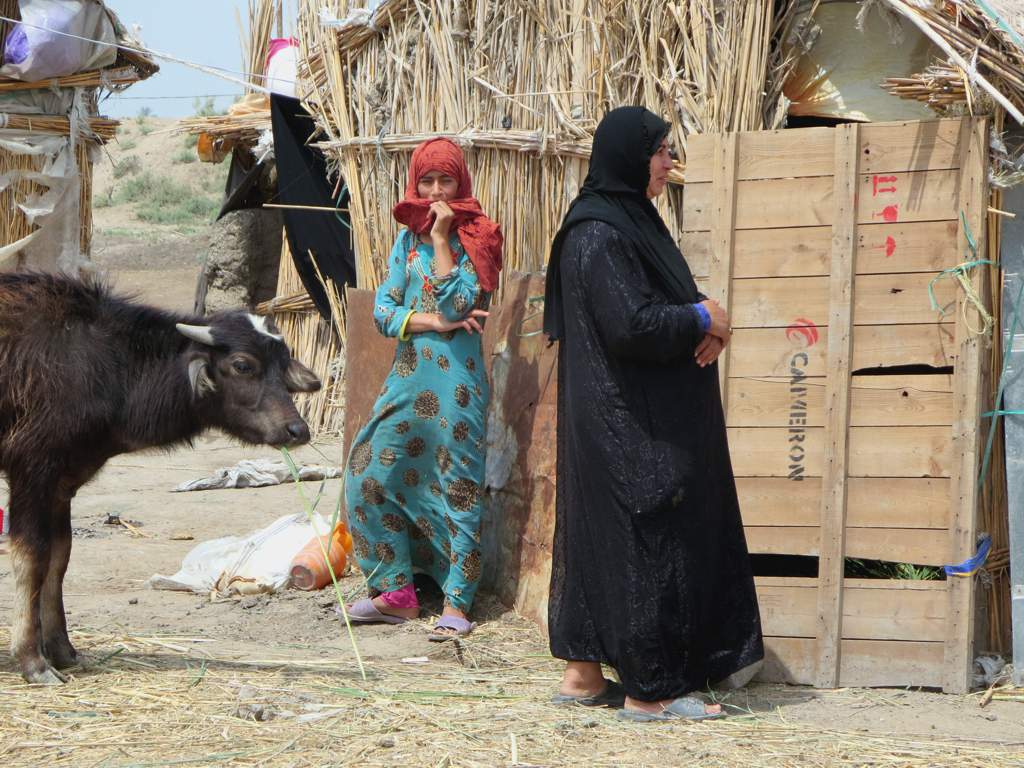
水牛と共に暮す"湿原のアラブ人"たち

一帯には湿原のアラブ人（عَرَبُ الْأَهْوَارِ, ʿarab al-ʾahwār, アラブ・アル＝アフワール, the Marsh Arabs）と呼ばれる住民らが住んでおり、湿原周辺でアラブ系諸部族が居住する形となっている。
湿原のアラブ人はアラビア語で مَعْدَان（maʿdān, マアダーン、口語発音：miʿdān, ミウダーン、単数形は مَعِيدِي, maʿīdī, マイーディー）とも呼ばれる。このマアダーンという呼称については
- 川や湖を小舟で移動する人々を指す名称だった[7]。
- 政権や植民地統治などに敵対・抵抗を続けてきた彼らの姿勢を反映した蔑称であり英国統治に反対した湿原住民らを侮蔑する目的で使用が推奨された結果広まった名称だった[7]。

といった説があるという。イラクでは蔑称とされているためメディアでは単に「アフワールの民」「アフワール住民」などと形容されるにとどまっている。

### 衣食住

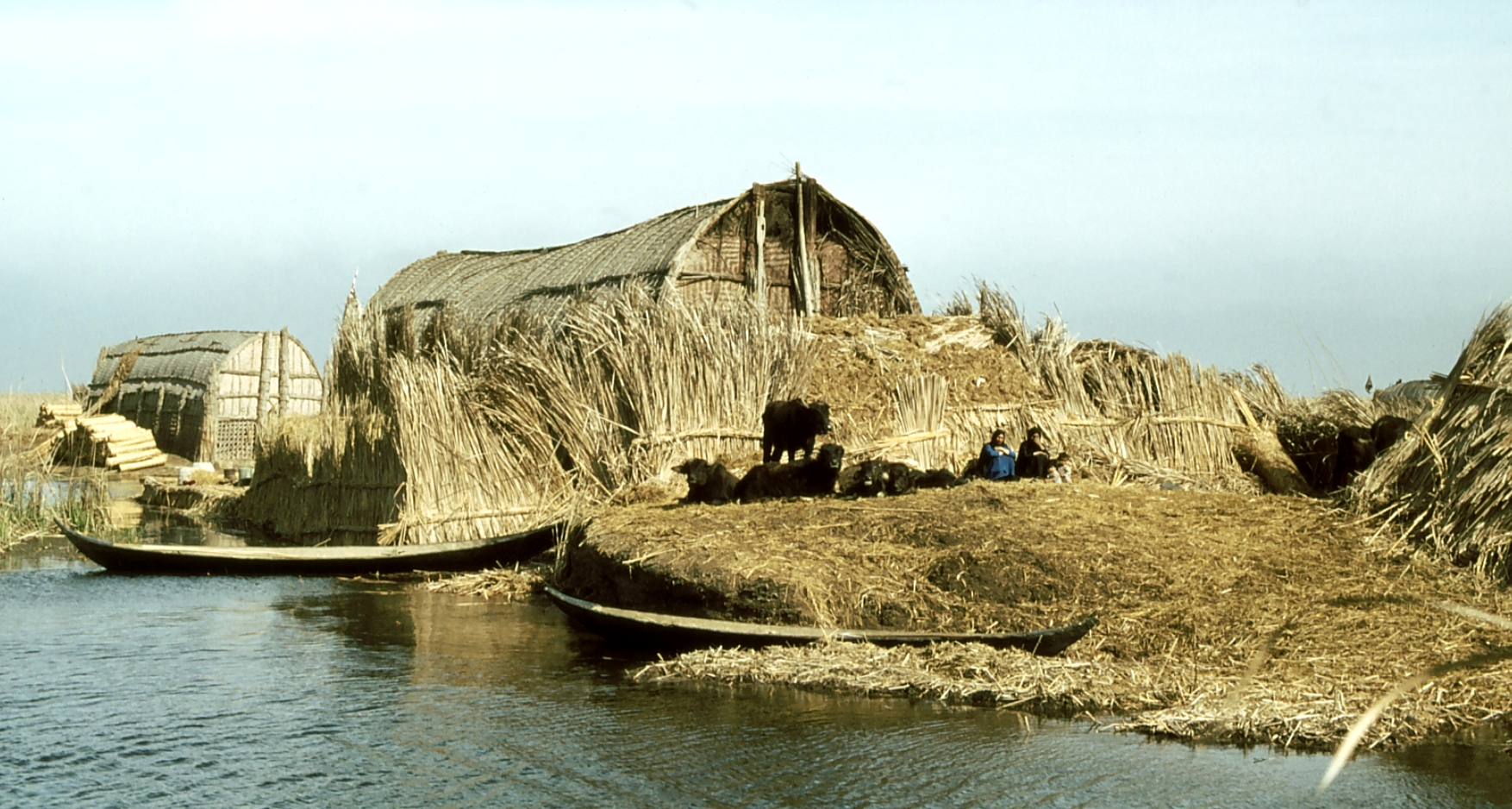
湿原の浮島に作られた葦の家

湿原のアラブ人たちは"アラブ人"と呼ばれるものの、実際には同地における先住民でありシュメール人たちの末裔だとも考えられているという。
彼らは古代メソポタミア文明期の名残を感じさせる衣食住でも知られ、ヨシを利用して浮島や家を作り、水路のネットワークを利用して湿地村落を形成。主な生計手段は漁業、水牛飼育から得られる乳製品の販売といった畜産、コメなどの農作物栽培となっている。
なおアフワールでは近年の渇水により湿原の大半が消失し魚の死滅や水牛の死亡が進み伝統的な生業が急速に失われ、生息する葦や蒲も激減したことからこれらを用いた手工芸品や食品も制作が困難になるなどしている。湿原住民らの大規模都市部移住が社会問題化しており、上に挙げたような伝統的生活様式が次世代に継承されない恐れも出てきているという。

### 移動手段

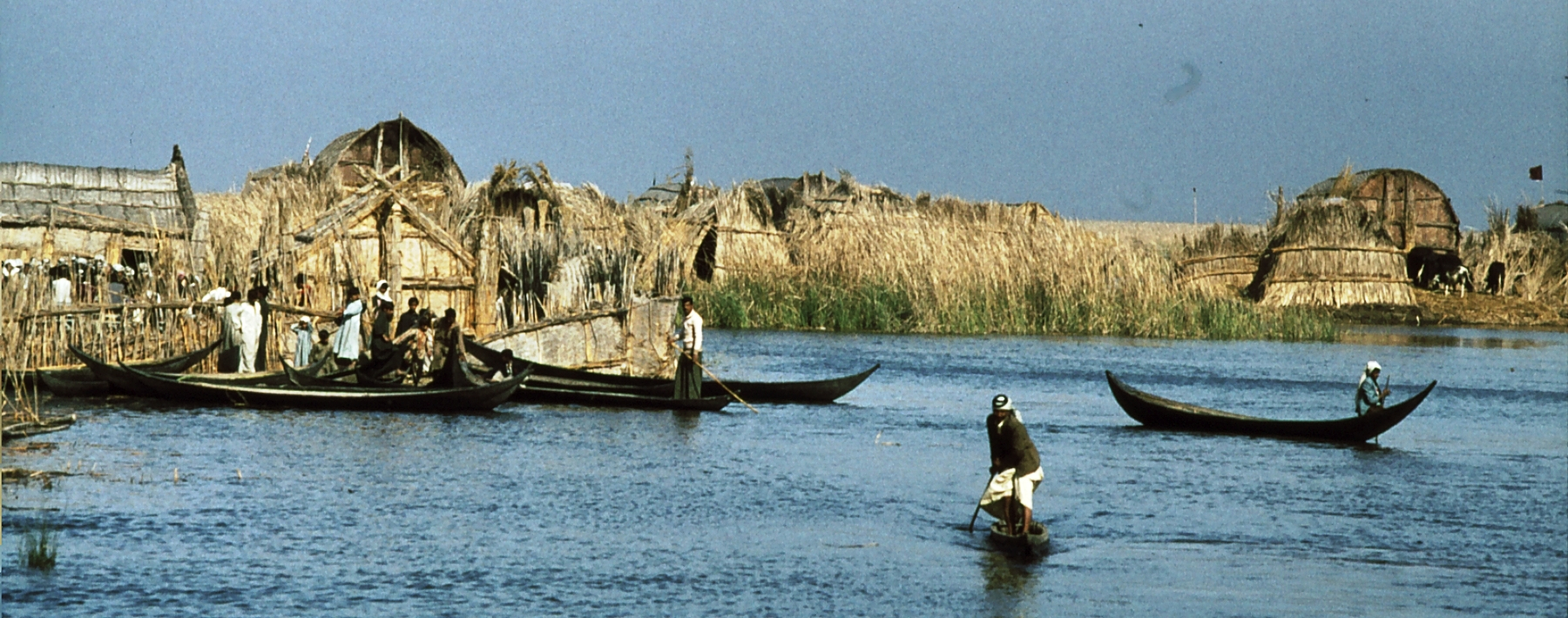
1人乗り～数人乗りボートで水上移動するアフワールの人々

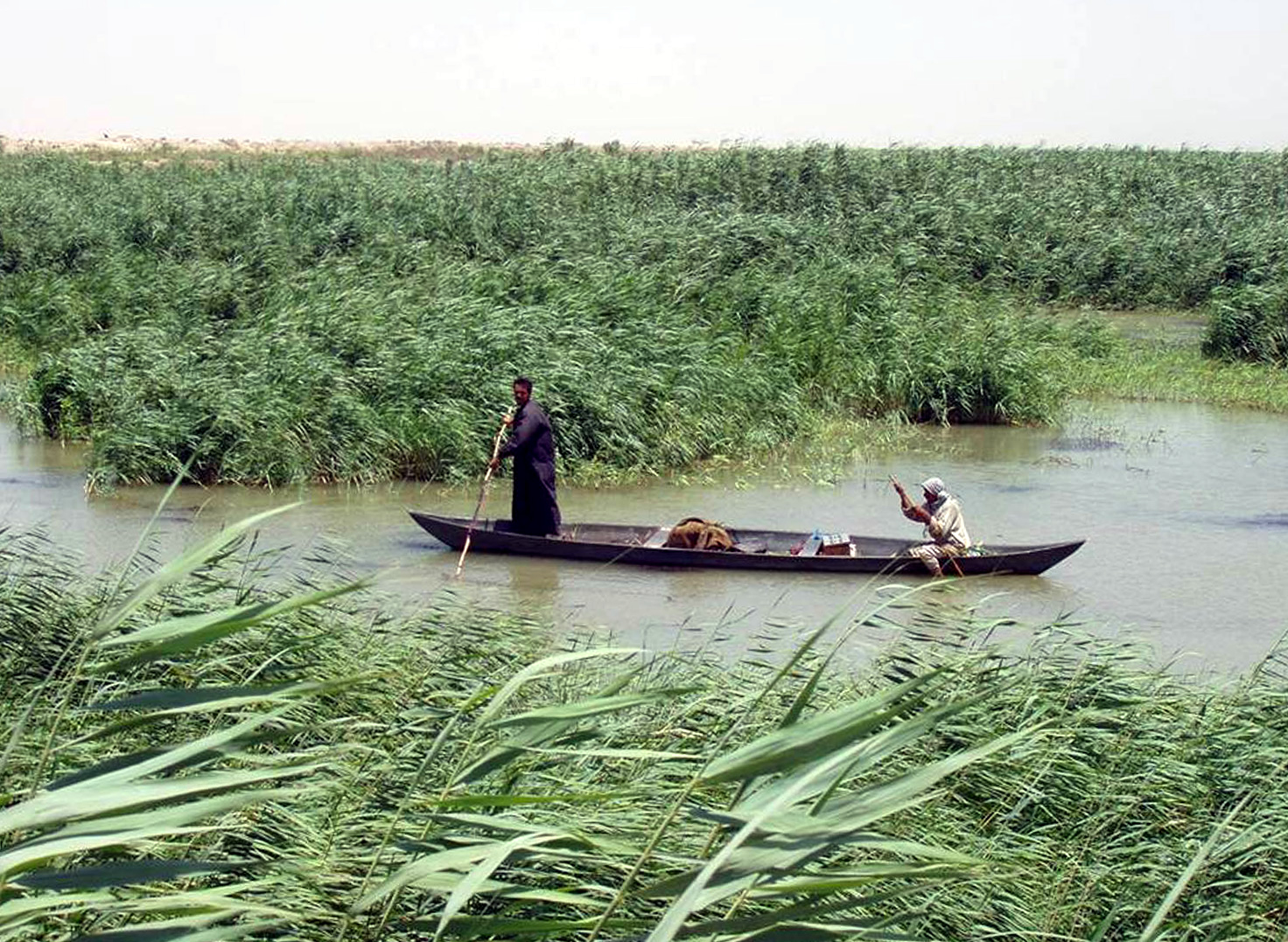
緑生い茂る湿原を行き交う住民

人々は湿地内の植物などを目印に移動。数種類の舟を使い分け移動・物品輸送・漁などを行っている。昔からアフワールで使われてきたのは葦の多い湿原をかき分け進むのに適した形状であるせり上がった船首を持つ木舟 مَشْحُوف（mashḥūf, マシュフーフ）類である。
ファイバーグラス導入前のマシュフーフは木材で作り قِير（qīr, キール、口語発音1：gīr, ギール、口語発音2：jīr, ジール、「瀝青（天然アスファルトであるタール、ピッチの類）」のこと）で防水処理を施した黒い色をした外観が主流であり、イラクではシュメール時代から続く技術だとされている。
木材も黒いピッチも他地域で生産した物が利用され、湿地地帯に近接した地域の舟大工たちが製造に当たってきたが、昔は南部の河川沿いに暮らすサービア・マンダ教徒らがこのマシュフーフの船大工として有名だった。
アフワールで使われている各種ボートの一例としては طَرَّادة（ṭarrāda(h), タッラーダ、口語発音：ṭarrāde, タッラーデ）が挙げられる。1人乗り～数人乗りの小型ボートで、速い移動が可能なことからアフワールにおける水上タクシーの役目を果たしているほか、物品輸送や漁・猟にも多用される。（タッラーダについては10m超で10人余りを乗せられる、族長らのステータスだったと説明している資料もあり、ソースにより記載がまちまちである。）
せり上がった船首と流れるような形状のタッラーダよりも大ぶりなボート قعدة / گعدة / كعدة（口語発音：gaʿda, ガアダ）は族長や有力者らが用いてきた舟で、湿原から都市部への移動にも活躍。アフワールの米や魚を大都市に出荷する、大型荷物を運ぶといった役目も負ってきた。
また、湿地付近の河川エリアでは بَلَم（balam, バラム）というボートが多用されている。元来葦原の無い河川で使うボートであるため船首がせり上がったマシュフーフと違い平坦な見た目をしているが、近年では観光客を乗せるのに使うなど湿原エリアでも用いられるようになっている。

## 干拓政策と環境の変化

### 干拓政策による湿原面積の減少
イラクの湿原はイラン側とイラク側双方により干拓が行われ、1950年代～1990年代にかけて総面積が減少。道路・運河・堤防が建設されていった。
イラクでは1991年に起こった南部蜂起では多くの活動家らがアフワール地域に逃げ込んだために体制側の標的にされることとなった。10万人近くいたとされる活動家らをナパーム弾で掃討したほか、約5万人の地域住民が逮捕・殺害により姿を消したと言われている。相当政治的報復としてサッダーム・フセイン政権により干拓が進められ、蚊が多く生息する地域の撲滅と農地整備の名目のもと危機を迎えた。

### 排水の停止と再冠水による環境の一部回復
2003年にサッダーム政権が崩壊したことで排水作業は停止。再冠水と復旧プロジェクトにより、水域と生物多様性が一部回復した後、4つの湿地帯は共にラムサール条約の湿地に登録されるに至った。

### 渇水と住民の元湿原放棄
しかしながらティグリス川、ユーフラテス川上流部のダムの建設による河川流量低下、近年続いている極度の渇水、気温上昇による蒸発量増加のため湿地帯の面積は急激に減少。魚の大量死なども発生し、生態系崩壊加速や伝統的生活様式といったアフワール特有の暮らしそのものが失われる危機に瀕しているとされている。

## 世界遺産登録とその基準
この世界遺産は世界遺産登録基準のうち、以下の条件を満たし、登録された（以下の基準は世界遺産センター公表の登録基準からの翻訳、引用である）。
- (3) 現存するまたは消滅した文化的伝統または文明の、唯一のまたは少なくとも稀な証拠。
- (5) ある文化（または複数の文化）を代表する伝統的集落、あるいは陸上ないし海上利用の際立った例。もしくは特に不可逆的な変化の中で存続が危ぶまれている人と環境の関わりあいの際立った例。
- (9) 陸上、淡水、沿岸および海洋生態系と動植物群集の進化と発達において進行しつつある重要な生態学的、生物学的プロセスを示す顕著な見本であるもの。
- (10) 生物多様性の本来的保全にとって、もっとも重要かつ意義深い自然生息地を含んでいるもの。これには科学上または保全上の観点から、すぐれて普遍的価値を持つ絶滅の恐れのある種の生息地などが含まれる。